# Colli dell’Etruria Centrale
Mit dem Namen Colli dell’Etruria Centrale werden italienische Rot-, Weiß- und Roséweine sowie ein Jungwein und Vin Santo in der Toskana bezeichnet. Die Weine besitzen seit 1991 eine „kontrollierte Herkunftsbezeichnung“ (Denominazione di origine controllata – DOC), die zuletzt am 7. März 2014 aktualisiert wurde.

## Anbau
Anbau und Vinifikation dieser Weine sind nur in den Provinzen Arezzo, Florenz, Pisa, Pistoia, Prato und Siena in der Region Toskana gestattet.

## Erzeugung
Für die verschiedenen Typen schreibt die Denomination folgende Rebsorten vor:
- Colli dell’Etruria Centrale Rosso und Colli dell’Etruria Centrale Rosato: Mindestens 50 % Sangiovese müssen enthalten sein. Höchstens 50 % andere rote Rebsorten, die für den Anbau in der Region Toskana zugelassen sind, dürfen zugesetzt werden. Höchstens 25 % weiße Rebsorten, die für den Anbau in der Region Toskana zugelassen sind, dürfen in der Mischung enthalten sein.
- Colli dell’Etruria Centrale Bianco: Mindestens 50 % Trebbiano Toscano müssen enthalten sein. Höchstens 50 % andere weiße Rebsorten, die für den Anbau in der Region Toskana zugelassen sind, dürfen – einzeln oder gemeinsam – zugesetzt werden. Höchstens 15 % rote Rebsorten, die für den Anbau in der Region Toskana zugelassen sind, dürfen in der Mischung enthalten sein.
- Colli dell’Etruria Centrale Novello: Mindestens 50 % Sangiovese müssen enthalten sein. Höchstens 50 % andere rote Rebsorten, die für den Anbau in der Region Toskana zugelassen sind, dürfen zugesetzt werden. Höchstens 15 % weiße Rebsorten, die für den Anbau in der Region Toskana zugelassen sind, dürfen in der Mischung enthalten sein.
- Colli dell’Etruria Centrale Vin Santo (auch als „Riserva“): Mindestens 70 % Trebbiano Toscano und Malvasia Bianca Lunga müssen – einzeln oder gemeinsam – enthalten sein. Höchstens 30 % andere Rebsorten, die für den Anbau in der Region Toskana zugelassen sind, dürfen – einzeln oder gemeinsam – zugesetzt werden.
- Colli dell’Etruria Centrale Vin Santo Occhio di Pernice (dt. „Auge des Perlhuhns“), auch als „Riserva“: Mindestens 50 % Sangiovese müssen enthalten sein. Höchstens 50 % andere Rebsorten, die für den Anbau in der Region Toskana zugelassen sind, dürfen – einzeln oder gemeinsam – zugesetzt werden.